# Pigs (Three different ones)
Pigs (Three different ones) is een lied dat Pink Floyd opnam voor het studio- en conceptalbum, dat werd uitgebracht in januari 1977. Pigs werd opgenomen in april en mei 1976 in de eigen geluidsstudio Britannia Row Studios te Londen. 
Pigs (varkens) handelt over de Britse upperclass met rijkdom en macht (zowel sociaal als politiek). Hij beticht ze ook van “verdeel en heers”, door de onderklassen te manipuleren wordt hun macht gehandhaafd dan wel vergroot. Het gehele album vertoont gelijkenis met Animal Farm van George Orwell, waar de varkens meer “gelijk zijn dan andere gelijken”.
Het lied geeft drie “varkens” weer, waarbij van de eerste strofe niet zeker is wie Roger Waters daarmee bedoelde. Het zou gaat over de zakenwereld, maar dat leek dubbelop omdat ook het voorgaande nummer Dogs daarover gaat. De tweede strofe verwijst vrijwel zeker naar Margaret Thatcher van de Conservatieve Partij, dan nog in de oppositie. De derde strofe gaat over Mary Whitehouse, vertegenwoordigster van het sociaal-conservatisme en protectionisme. Waters omschreef haar als "House proud town mouse"; hij sprak in 1992 een andere gangbare uitleg tegen, dat het zou gaan om de behoudende Amerikaanse president Gerald Ford en het Witte Huis.  
Net als in Dogs en Sheep zijn in Pigs natuurlijke diergeluiden te horen vermengd met elektrisch gemanipuleerde versies. Pigs bevat de primeur van het gebruik van een talk box bij Pink Floyd. Het eigenaardige bij Pigs is dat David Gilmour hier zowel elektrische gitaar als basgitaar speelt, daar waar Rogers Waters, bassist van nature zich hier beperkt tot de akoestische gitaar.
Er is een aantal versies van dit nummer bekend. De "standaardversie" van de elpee duurt 11:28. Er is echter een "singleversie" bekend geperst op een Braziliaanse promotiesingle, die slechts 4:05 duurt. Op sommige muziekcassettes werd het lied ook nog in tweeën gedeeld; de eerste strofe kreeg een fade-out, waarna de cassette omgedraaid moest worden. De oorzaak hiervoor werd gevonden in het fabriceren van een A- en B-kant met zoveel mogelijk dezelfde speelduur.
De elpeeversie werd gedurende de promotieconcerten flink opgerekt tot soms wel 20 minuten. Zo werd onder meer een tweede gitaarsolo toegevoegd, gitaarsoli werden soms vervangen door de Moogsynthesizer etc. Aangezien bootlegopnamen van Pink Floyd populair waren (er verscheen in die tijd geen livealbum van de band) schreeuwde Waters tijdens elke concert een nummer in het lied, zodat achteraf kon worden nagegaan tijdens welk concert eventueel verschenen bootlegs waren opgenomen. Tijdens de concerten speelde Snowy White ook wel de basgitaar, terwijl Waters slaggitaar speelde.
Het nummer vormde indirect de aanleiding tot het schrijven van het volgende album van Floyd The Wall. Tijdens het optreden in Montreal op 6 juli 1977 gooide een boze fan een bierflesje op het podium. Waters riep hem op het podium, maar in plaats van de fan te helpen spoog Waters de fan in het gezicht. 
Na de splitsing van Pink Floyd speelde Waters tijdens zijn Radio K.A.O.S.-tour, waarbij het lied opnieuw verkortte; hij zong alleen de eerste twee strofes met daartussen een gitaarsolo, zodat het geheel paste in een medley van Pink Floydsongs.  
Als Waters in 2017 weer op tournee gaat onder de titel Us + Them Tour, zingt hij Pigs opnieuw; ditmaal niet verwijzend naar Thatcher en consorten, maar naar het “varken” Donald Trump. Dit leidde tot problemen met sponsors van de tournee (American Express trok zich terug) en sommige fans protesteerden hevig of verlieten de zaal. Waters noemde dat onbegrijpelijk en reageerde dat als zijn fans zijn muziek al vijftig jaar kenden, ze toch minstens op de hoogte waren van zijn standpunten.

## Musici
- Roger Waters – eerste zangstem, achtergrondzang, slaggitaar, tape, vocoder
- David Gilmour – elektrische gitaar, fretloze basgitaar en talk box
- Richard Wright – toetsinstrumenten
- Nick Mason – drumstel, koebel

Tijdens concerten tweede gitarist Snowy White